# Bobby Czyz
Bobby Czyz est un boxeur américain né le 10 février 1962 à Orange, New Jersey.

## Carrière
Il devient champion du monde des poids mi-lourds WBA le 6 septembre 1986 en battant par arrêt de l'arbitre au 5e round Slobodan Kačar. Après trois défenses victorieuses, il est stoppé à la fin du 9e round par Charles Williams le 29 octobre 1987.
Battu en 1989 par Virgil Hill et à nouveau par Williams, Czyz choisit de poursuivre sa carrière dans la catégorie supérieure et remporte le titre de champion du monde des lourds-légers WBA le 8 mars 1991 aux dépens de Robert Daniels. Il l'emporte également face à Bash Ali et Donny Lalonde puis laisse sa ceinture vacante en 1993.

## Divers
Il est membre de l'association Mensa qui regroupe les 2 % de personnes ayant un quotient intellectuel supérieur à celui de 98 % de la population.